# Ozero Nizhnee
Der Ozero Nizhnee (Transliteration von russisch Озеро Нижнее Osero Nischneje, deutsch ‚Niedriger See‘) ist ein See in den Prince Charles Mountains des ostantarktischen Mac-Robertson-Lands. Er liegt auf der Nordwestseite des Loewe-Massivs im östlichen Teil der Aramis Range.
Russische Wissenschaftler benannten ihn.